# Ken Daneyko
Kenneth Stephen Daneyko (Windsor (Ontario), 17 aprile 1964) è un ex hockeista su ghiaccio canadese di origini ucraine.

## Carriera
Giocò tutta la sua carriera (1983-2003) con la squadra dei New Jersey Devils nella National Hockey League (NHL) vincendo tre Stanley Cup.

## Palmarès

### Club
- Stanley Cup: 3

New Jersey: 1994-1995, 1999-2000, 2002-2003

### Individuale
- Bill Masterton Memorial Trophy: 1

1999-2000